# Тал-Кускарово
Тал-Куска́рово (баш. Тал Ҡусҡары) — деревня в Абзелиловском районе Республики Башкортостан, относится к Гусевскому сельсовету.

## Население
| 1968 | 2002 | 2009 | 2010 |
| ---- | ---- | ---- | ---- |
| 495  | ↘381 | ↗482 | ↘464 |

Согласно переписи 2002 года, преобладающая национальность — башкиры (99 %).

## Географическое положение
Расстояние до:
- районного центра (Аскарово): 15 км,
- центра сельсовета (Гусево): 22 км,
- ближайшей железнодорожной станции (Магнитогорск-Пассажирский): 62 км.

## Религия
В деревне есть мечеть.

## Известные уроженцы
- Миржанова Сария Фазулловна (1924—2000) — известный башкирский языковед, доктор филологических наук (1985), заслуженный работник культуры БАССР (1985).